# کلیسای ماشتوتس هایراپت، گارنی
کلیسای ماشتوتس هایراپت (ارمنی: Մաշտոց Հայրապետ եկեղեցի; انگلیسی: Mashtots Hayrapet Church) یک کلیسا حواری ارمنی واقع در روستای گارنی، در استان کوتایک، ارمنستان می‌باشد. ساخت و ساز این ساختمان سده ۱۲ام میلادی؛ به پایان رسید. این بنا به سبک معماری ارمنی طراحی شده‌است.

## نگارخانه

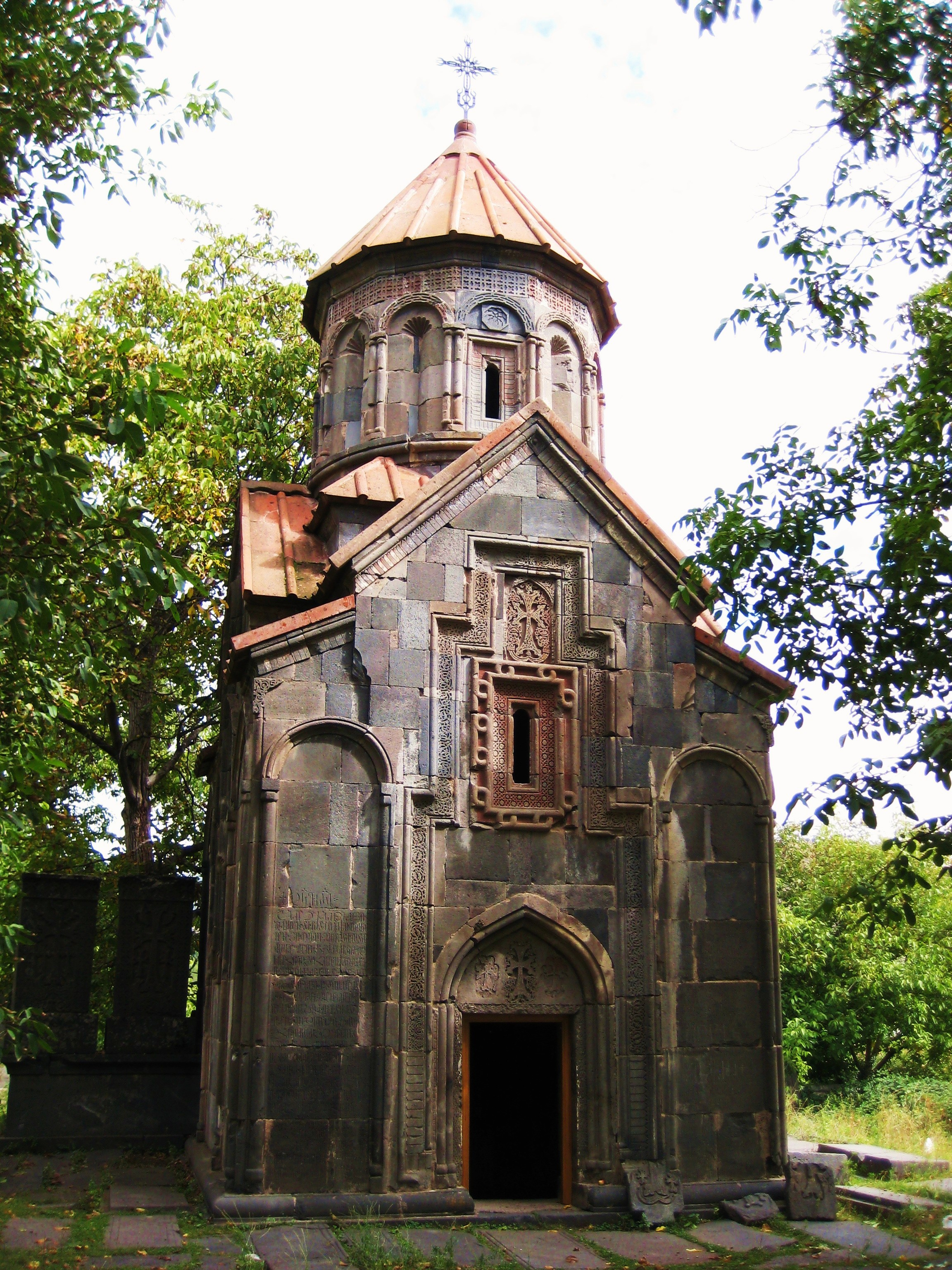
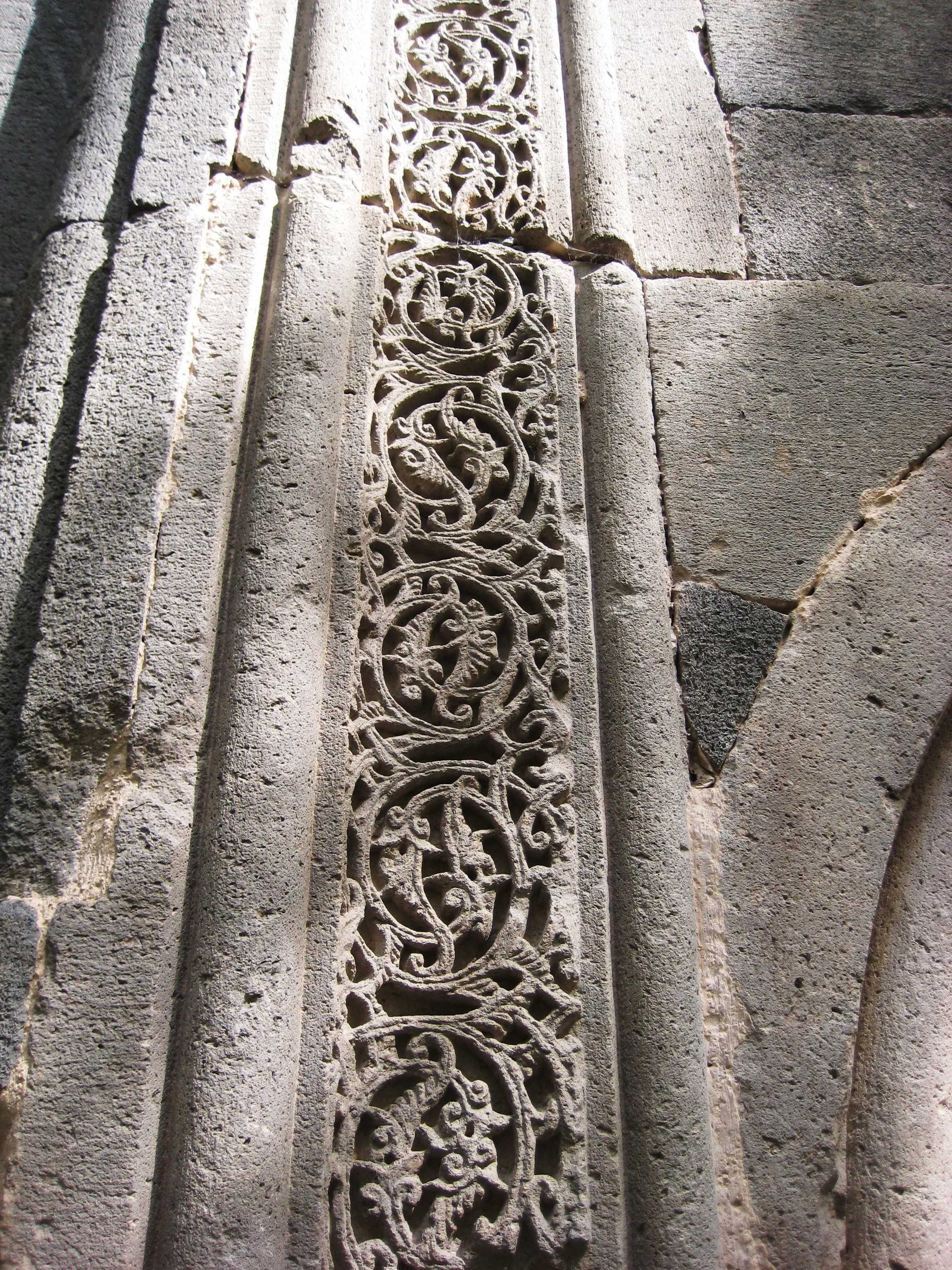
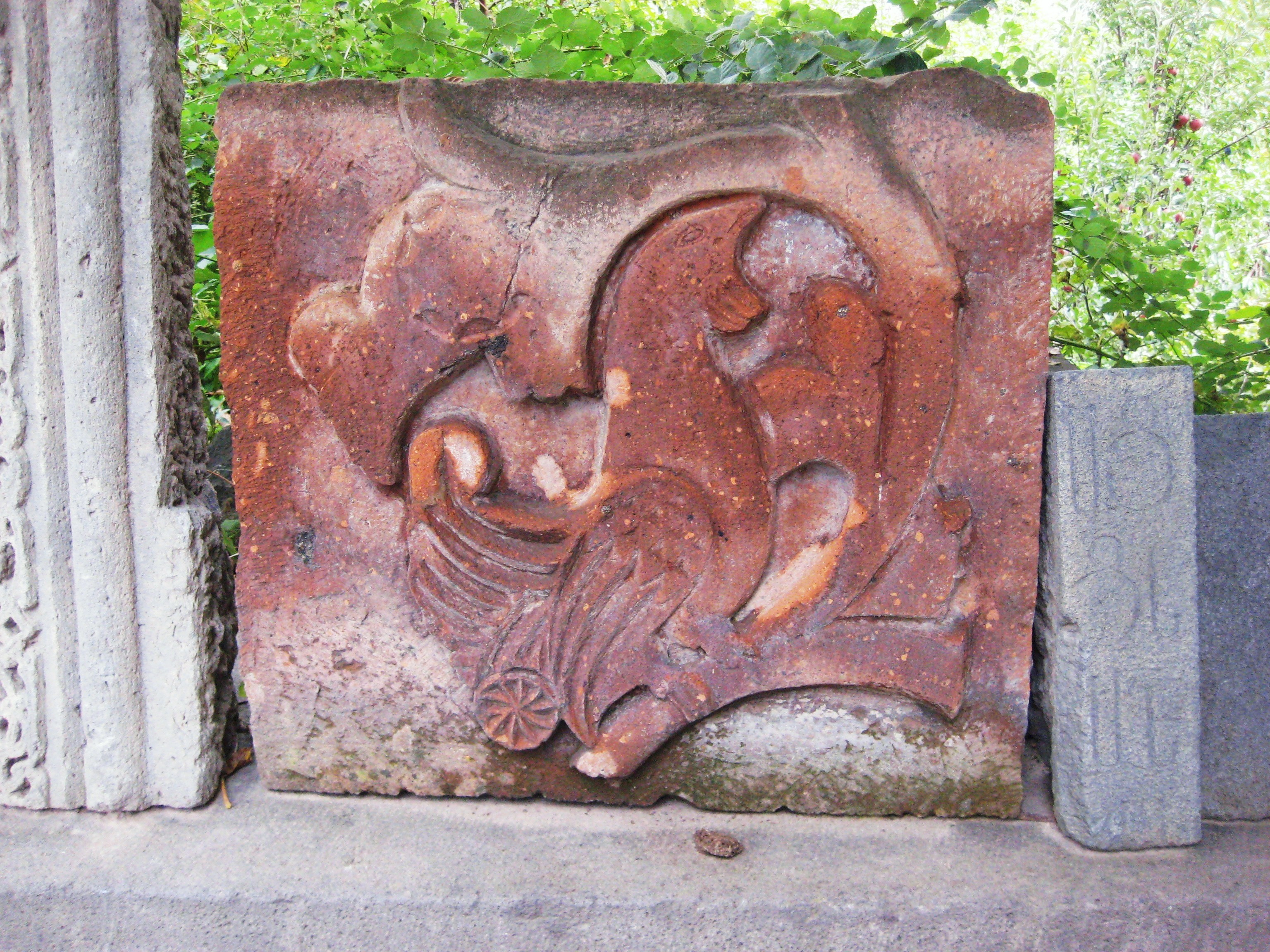
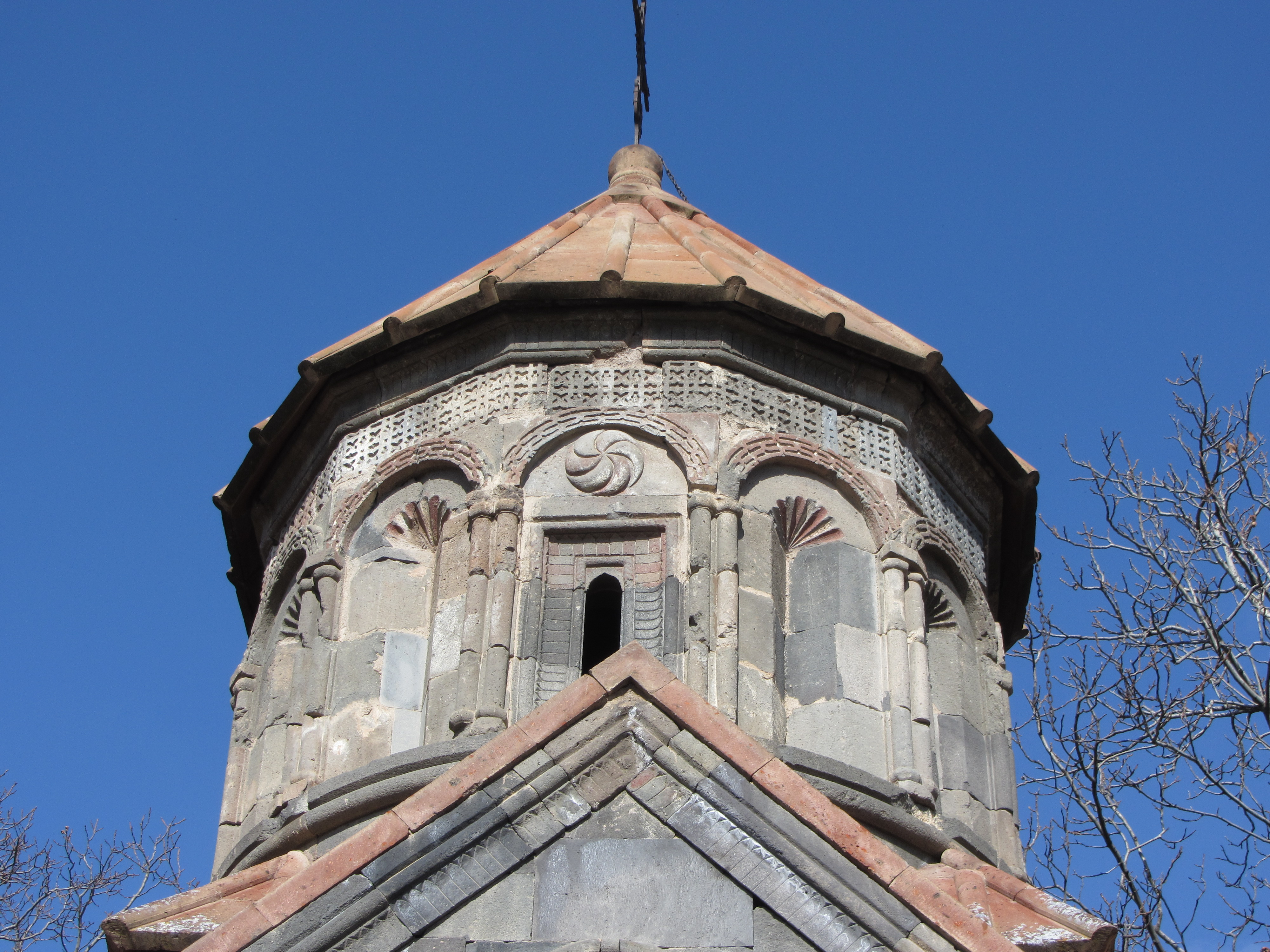
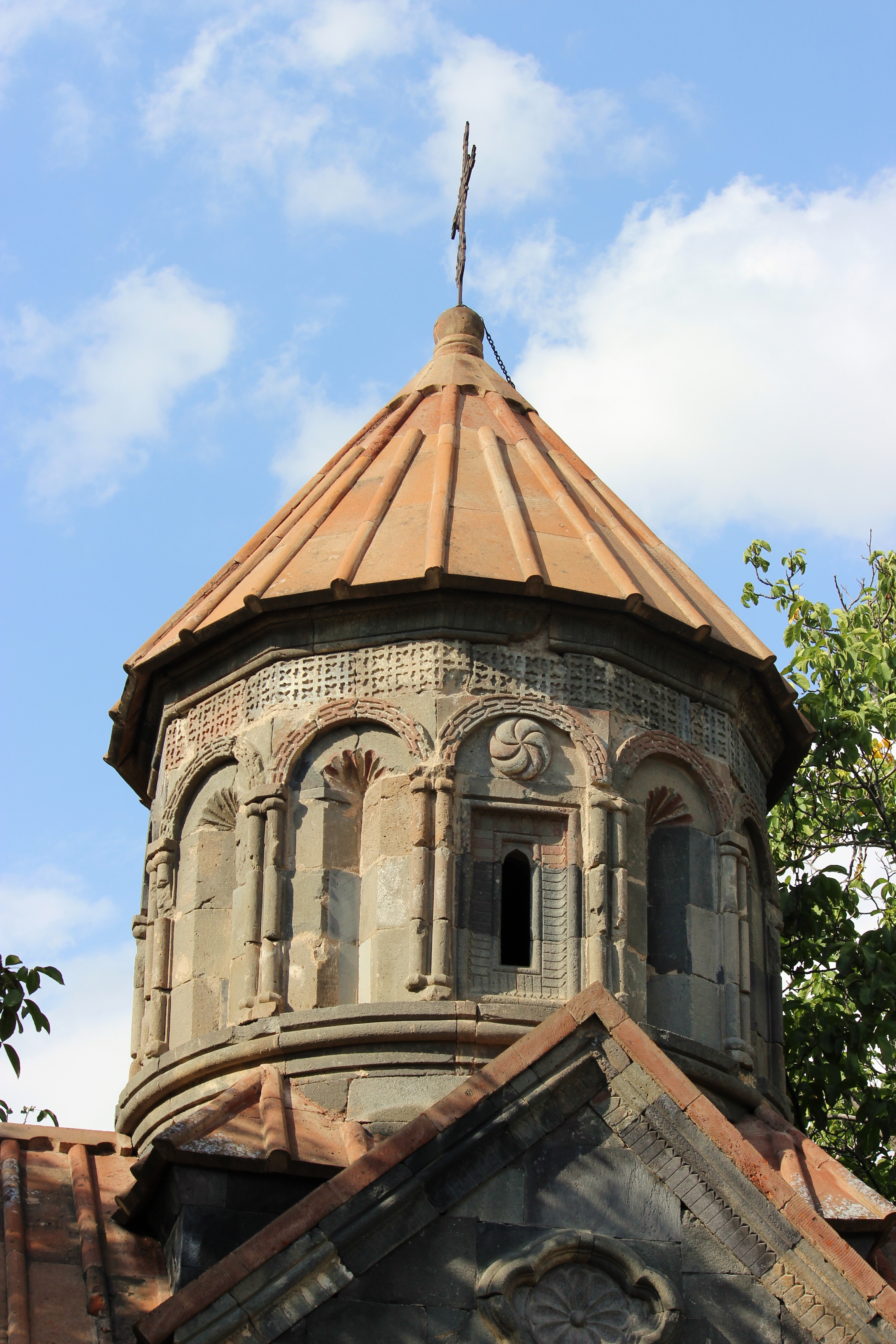
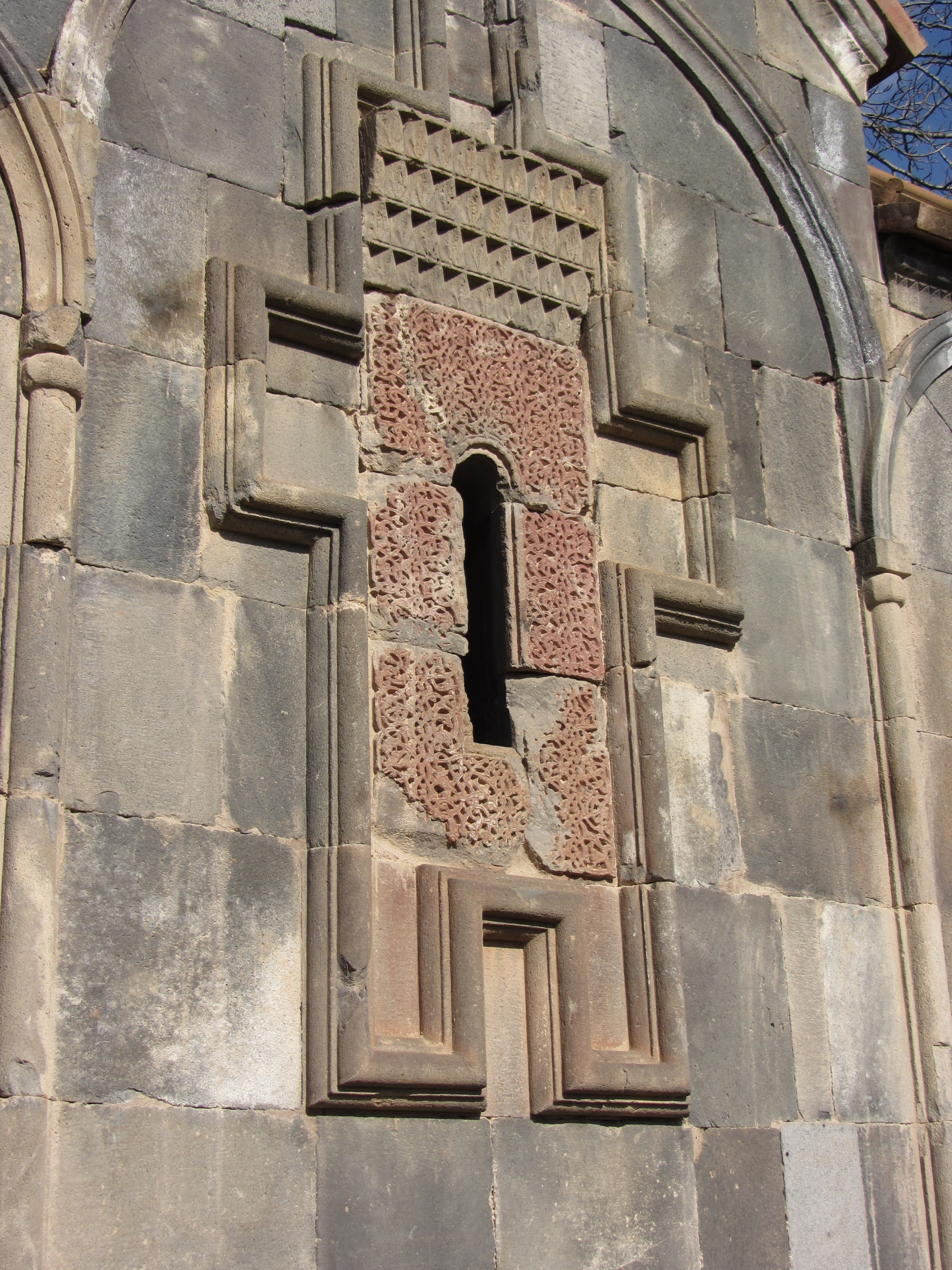
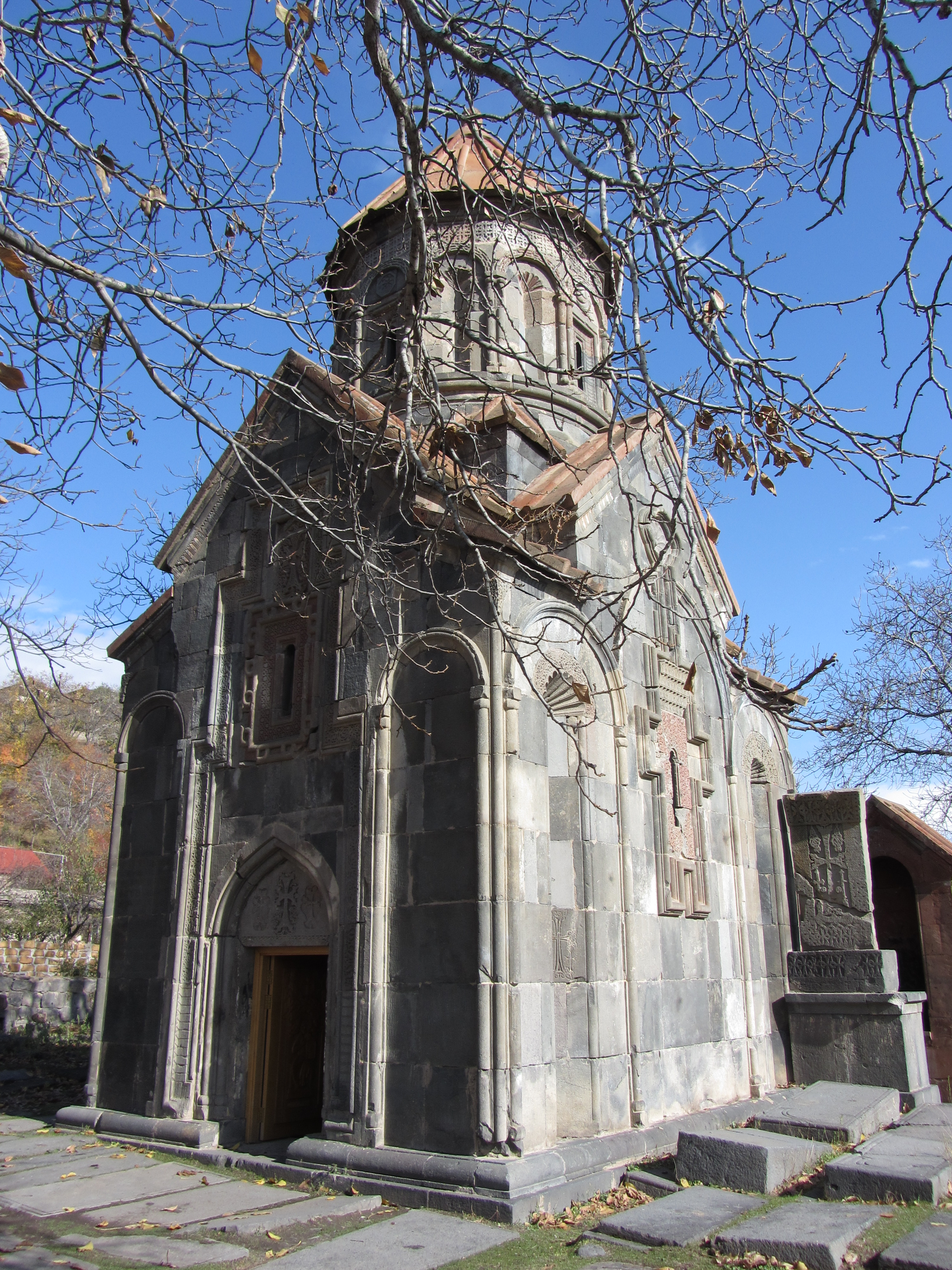
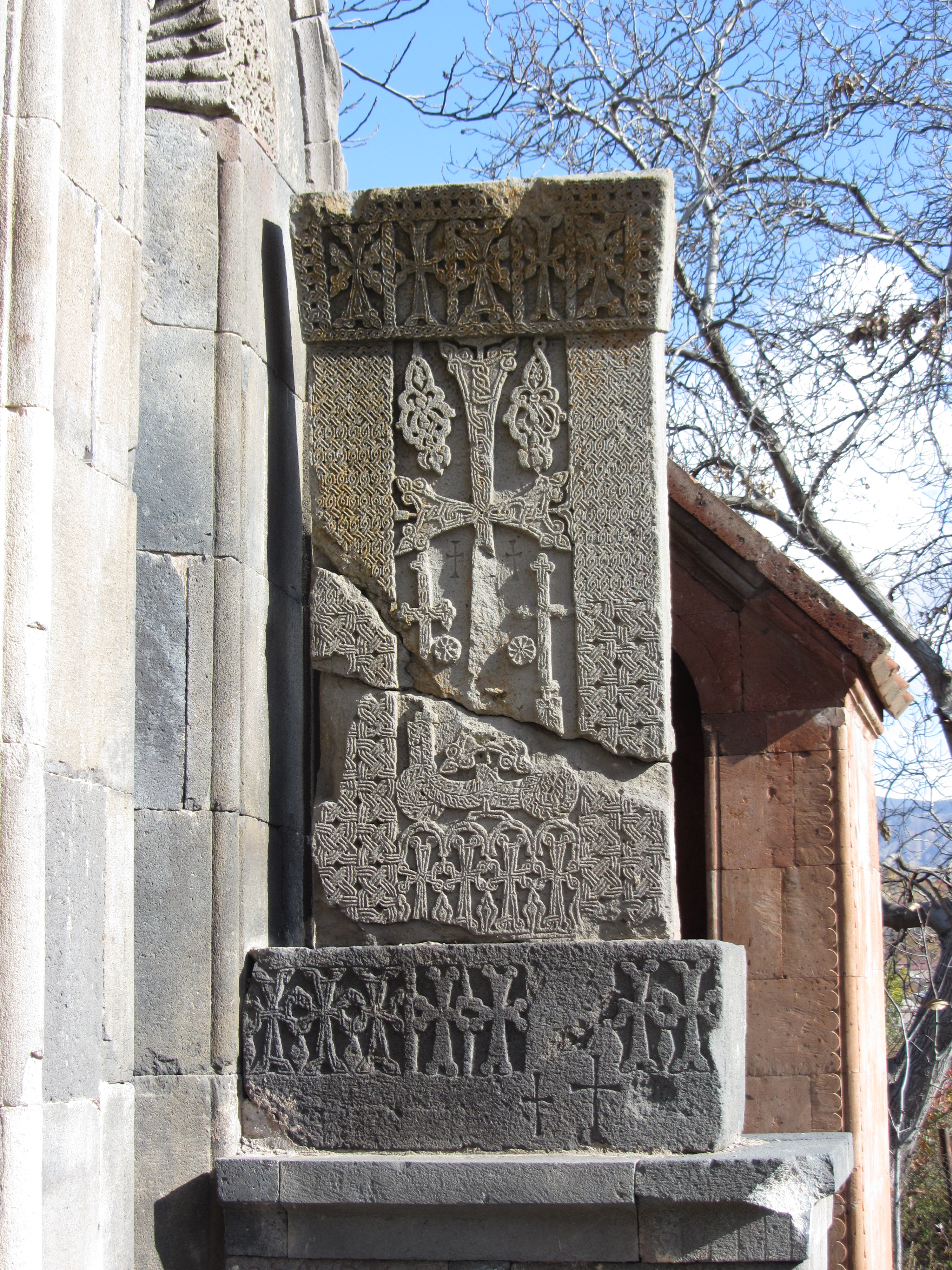
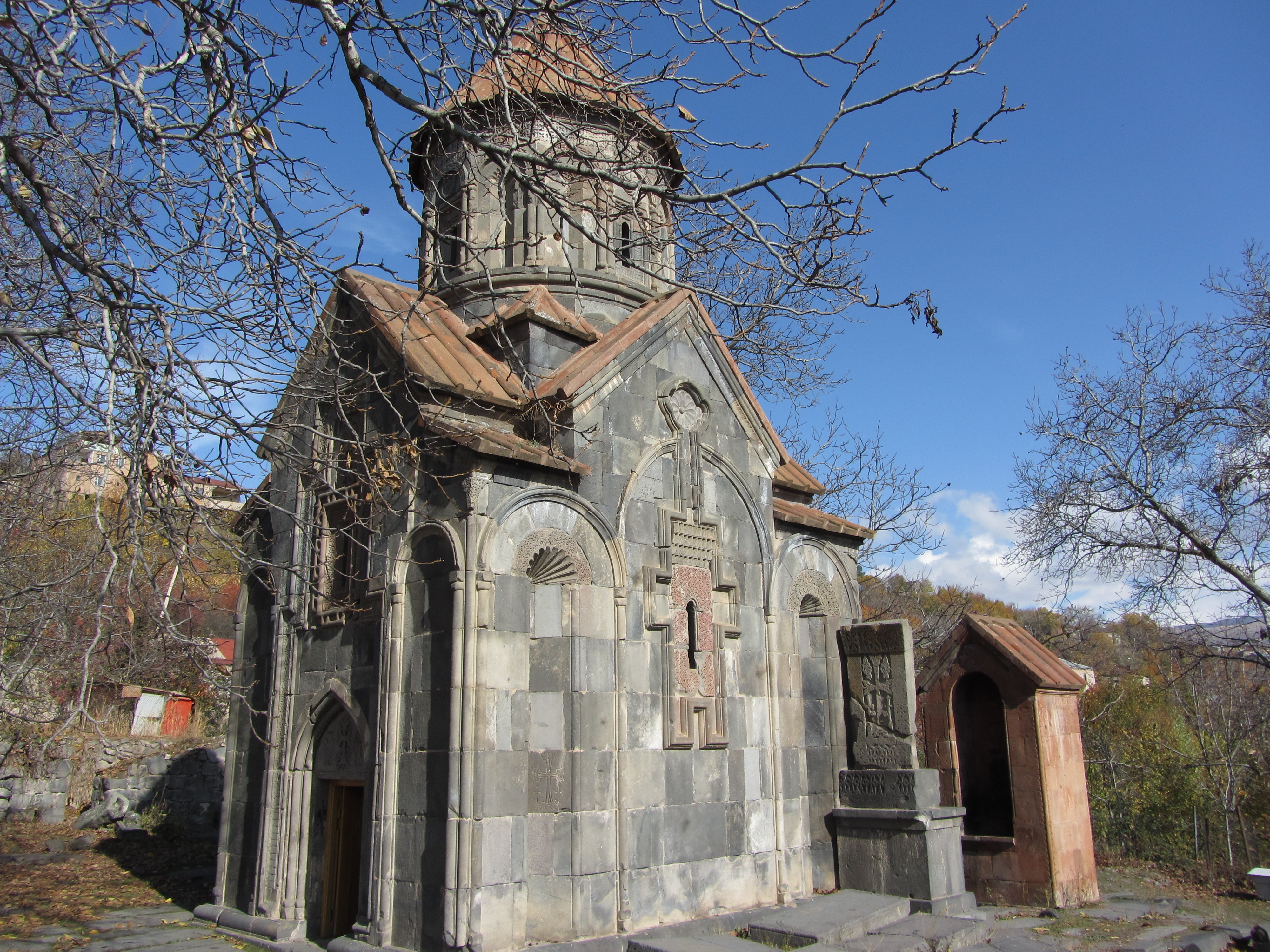
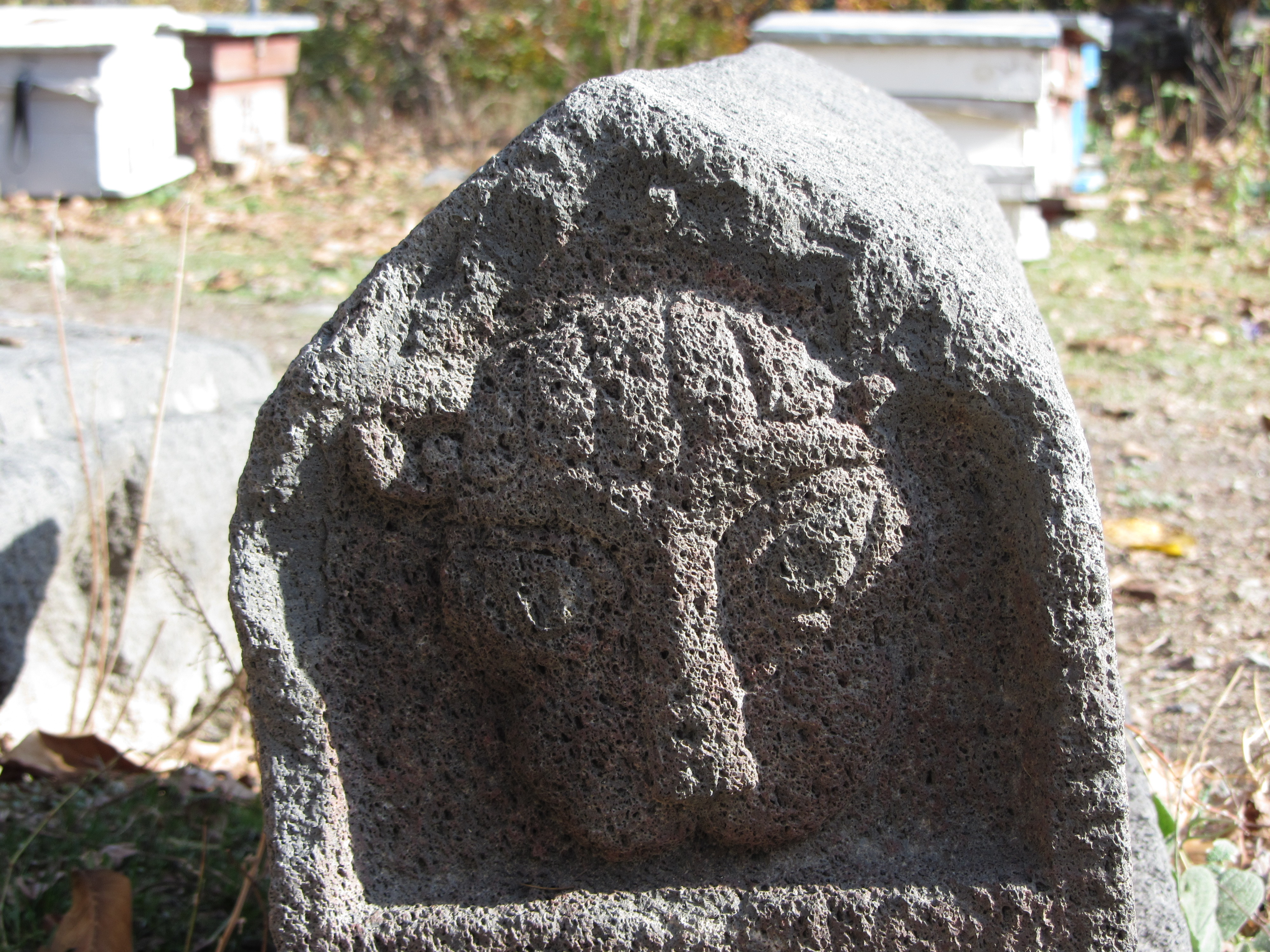
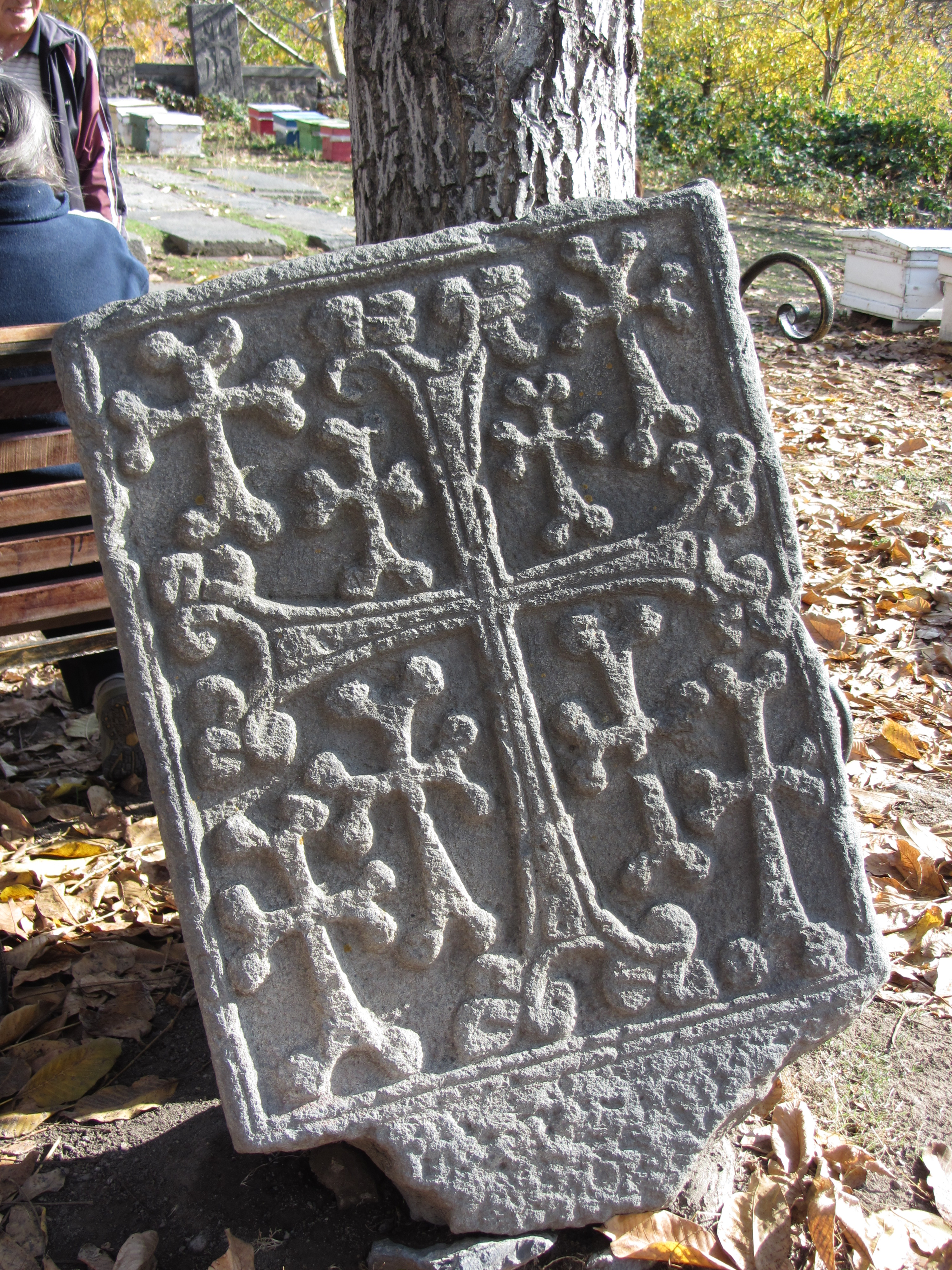
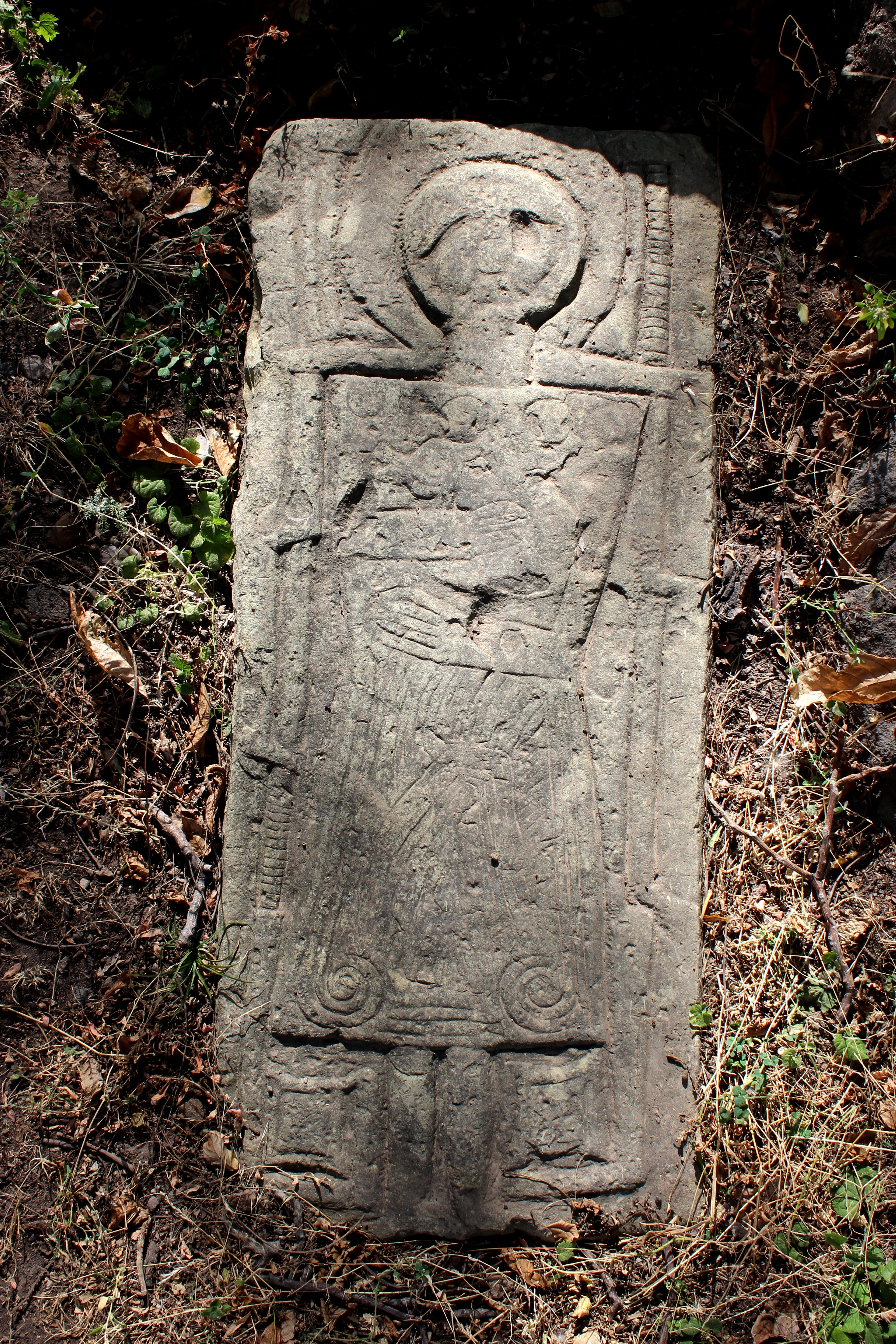